# José Luis Martínez González
José Luis Martínez González (Águilas, Murcia, 9 de noviembre de 1964) es un político español. Fue diputado de Ciudadanos en el Congreso de los Diputados durante la XI legislatura de España y en la XII legislatura de España, siendo reelegido en 2019 para la XIII legislatura de España.

## Biografía
Nacido en Águilas en 1964, Martínez es licenciado en Geografía e Historia por la Universidad de Murcia.
Ha desarrollado su carrera profesional dedicándose al sector informático en diferentes empresas privadas.

## Carrera política
Afiliado a Ciudadanos desde 2014, es el actual REDIC (Responsable de comunicaciones y redes sociales) de la formación en la localidad murciana de Águilas.
En marzo de 2015 se presentó a las primarias del partido naranja para encabezar la lista de la candidatura a la alcaldía de Águilas, resultando elegido, aunque no logró el acta de concejal tras la elecciones municipales de mayo de ese mismo año.
Tras las elecciones generales de diciembre de 2015, Martínez se convirtió en diputado del partido de Albert Rivera por Murcia, tras haber concurrido a las mismas como número 2.
Durante la brevísima legislatura, Martínez ejerció de portavoz adjunto en la Comisión para el Estudio del Cambio Climático y de vocal en la Comisión de Presupuestos.